# Чудари, Анджем
Анджем Чудари (урду انجم چودهرى‎; он же Абу Лукман; родился 18 января 1967 года) — пакистанско-британский радикальный проповедник, общественный и политический деятель, которого называют «лицом» воинствующего исламизма или «самым известным» исламским экстремистом в Великобритании.

## Биография
Родился в Веллинге, Бексли на юго-востоке Лондона, 18 января 1967 года в семье пакистанских мусульман в семье торговца на рынке, его родители были пенджабскими мусульманами, мигрировавшими в Пакистан из Восточного Пенджаба во время раздела Индии в 1947 году. Он учился в начальной школе Малгрейв в Вулидже.
В 1996 году Чоудари женился на Рубане Ахтар (или Ахгар), которая присоединилась к созданной им организации al-Muhajiroun (аль-Мухаджирун). Позже она стала главой женской группы этой организации. У них родилось четверо детей.
Он поступил в качестве студента-медика в Медицинскую школу Бартс. Во время учёбы в университете он, как известно, злоупотреблял алкоголем и наркотиками. Отвечая на утверждения о том, что он был «тусовщиком», в 2014 году Чудари прокомментировал: «Я признаю, что не всегда тренировался… Я совершил много ошибок в своей жизни».
Он переключился на юриспруденцию в Университете Саутгемптона и провёл свой последний год в качестве студента юридического факультета (1990—1991) в Гилфорде, а затем переехал в Лондон, чтобы преподавать английский язык. Он нашёл работу в юридической фирме и получил юридическую квалификацию, чтобы стать юристом. В начале 1990-х в свободное время он работал организатором проповедника/учёного Омара Бакри Мухаммада, который поддерживал восстановление суннитского халифата.
Чудари стал председателем Общества юристов-мусульман, но был исключен из списка адвокатов (официального реестра практикующих юристов) в 2002 году.
Члены его группы обвиняются в причастности от 25 до 40 % террористических актов в Великобритании до 2015 года (по данным различных исследователей, журналистов и т. д.), и вдохновил более 100 иностранных боевиков на участие в джихаде (по данным правительства Великобритании). Оставаясь «в рамках закона» в течение многих лет (по данным полиции), летом 2014 года Чоудари присягнул на верность «халифату» Исламского государства и его «халифу» (Абу Бакру аль-Багдади) по скайпу. Два года спустя он был осуждён в соответствии с Законом о терроризме 2000 года за предложение поддержки запрещенной организации, то есть Исламскому государству Ирака и Леванта. Впоследствии он подвергся санкциям со стороны Госдепартамента США и Совета Безопасности ООН, заморозивших его активы. Он был осужден основными мусульманскими группами и подвергся резкой критике в британских СМИ.
В 1996 году Чоудари вместе с Омаром Бакри Мухаммедом помог сформировать исламистскую организацию аль-Мухаджирун в Великобритании. Группа организовала несколько антизападных демонстраций, в том числе запрещённый марш протеста в Лондоне, в связи с чем Чудари был вызван в суд. Правительство Великобритании запретило аль-Мухаджирун в 2010 году, и Чудари впоследствии основал или помог основать ряд организаций, которые многие считают аль-Мухаджирун под новыми названиями — такими как Al Guraba', Islam4UK, Sharia4UK, Sharia4Belgium. Среди спорных причин, поддержанных и заявленных Чудари и группой, — введение шариата в Великобритании, «Европе и во всем мире»; преобразование известных британских достопримечательностей (Букингемский дворец, Колонна Нельсона) во дворцы для халифа, минареты и мечети; похвала обвинённых в терактах 11 сентября 2001 г. и 7 июля 2005 г.; призыв к казни Папы за критику исламского пророка Мухаммеда; и заявление о том, что мусульмане отвергают концепции свободы слова, демократии и прав человека.
После вынесения обвинительного приговора по обвинению в терроризме 6 сентября 2016 г. Чудари был приговорен к пяти годам и шести месяцам тюремного заключения и автоматически освобожден в октябре 2018 г. с ограничениями на публичные выступления или выступления в СМИ.
18 июля 2021 г. запрет Чудари на публичные выступления был снят, и, как сообщается, с октября 2021 г. он возобновил свои онлайн-кампании.
30 июля 2024 г. приговорён к пожизненному тюремному заключению за руководство террористической организацией.